# Kitty (stripreeks)
Kitty is een Belgische stripreeks getekend door Dirk Stallaert op scenario van Patrick Vermeir.

## Geschiedenis
Toen de krant Gazet van Antwerpen in 1986 geen vervolg wilde op De Strangers en ze in een kinderbijlage een ander stripverhaal wilden, namen Vermeir en Stallaert de uitdaging aan en bedachten ze het kleine meisje Kitty. Er werden uiteindelijk 11 verhalen gepubliceerd, waarvan 10 in de Gazet van Antwerpen (1986-1991) en 1 in een familiestripboek van Kiekeboe (De Kiekeboes). Stallaert tekende elk verhaal in een andere stijl. De laatste twee verhalen (Al Manaq en Kitty en de bananenpaters) werden geïnkt door Geert van Asbrouck. Stallaert stopte in 1991 met Kitty omdat hij het erg druk had met andere strips, zoals Nino met Hec Leemans.

## Albums
De verhalen werden in eerste instantie niet in album uitgebracht. Pas een aantal jaren later werden enkele verhalen uitgegeven door Brabant Strip en 't Vlaams Stripcentrum in de Fenix-collectie en door Comic! Events.
- Het plan Carton (1995)
- Expeditie "Pelikaan" (1995)
- De stalen uil (2002)
- Radio Ambrassi (2002)
- Het geval Angelo (2003)
- De Zongora van Zabberspeck (2005)
- De verboden kamer (2009)
- Euro Snack (2012)
- Al Manaq (2017)
- De man met de sjaal (2021)[1]